# 景浦直孝
景浦 直孝（かげうら なおたか、1875年（明治8年）7月12日 - 1962年（昭和37年）8月19日）は、明治時代から昭和中期にかけての愛媛県の郷土史家。号は景浦稚桃。

## 生涯
愛媛県松山城下北夷子町（現松山市三番町）に、士族景浦充孝の子として生まれる。1894年（明治27年）愛媛県立伊予尋常中学校（後の旧制松山中学校）を卒業。小学校訓導を経て、1901年（明治34年）に松山高等女学校（現松山南高校）の教諭となり、1926年（大正15年）の退職、1926年（大正15年）から1938年（昭和13年）までは北予中学校（現松山北高校）の教諭となる。
1910年（明治43年）愛媛県の公刊事業で、『愛媛県誌稿』の編纂が始まり、景浦は委員に委嘱される。（委員長は愛媛県立松山商業学校（現松山商業高校）校長陶山斌二郎、他委員は同校教諭羽田又永）『愛媛県誌稿』は1917年（大正6年）に出版される。景浦は、『愛媛県誌稿』の執筆にあたり地域史料調査の必要性から、熱心に郷土史料の古記録・古文書を蒐集していた西園寺源透と知り合い交流するようになる。1914年（大正3年）に西園寺源透、曽我部一郎とともに伊予史談会を設立する。
1924年（大正13年）、景浦自身の研究成果に加えて、西園寺源透・曽我部一郎・菅菊太郎・長山源雄ら伊予史談会仲間の研究成果・史説を援用して、初の系統的な伊予の通史である『伊予史精義』を出版した。
1960年（昭和35年）松山市から、名誉市民の称号を授与され、翌1961年（昭和36年）には、関用紙店印刷所50周年記念出版として、人物篇・考証篇・史論篇33論考を収録した『伊予史論考』を上梓刊行した。

## 主要業績
- 『伊予史料の研究』、1915年
- 『伊予史精義』、1924年
- 『伊予史の研究』、1934年
- 『伊予文化史研究』、1954年
- 『伊予史論考』、1961年
- 『伊予史点描』（遺稿集）、1970年